# Phlomis tatsienensis
Phlomis tatsienensis là một loài thực vật có hoa trong họ Hoa môi. Loài này được Bureau & Franch. miêu tả khoa học đầu tiên năm 1891.